# Пялица (река)
Пя́лица — река в Мурманской области России, впадает в Белое море. Длина реки — 92 км, площадь её водосборного бассейна — 946 км².
Протекает в южном направлении по территории Ловозерского и Терского районов. Берёт своё начало в заболоченной местности Медвежьих болот на высоте около 240 м над уровнем моря. В верхнем течении, именуемом Нижняя Развила, пересекает западную часть возвышенности Дальние Кейвы, ширина реки здесь до 35 м, глубина — до 2,5 м, дно твёрдое, скорость течения — 0,3 м/с, порожиста, встречаются водопады.
Сливаясь с водотоком Верхняя Развила Пялицы и образуя своеобразную «вилку», огибает с запада возвышенность Паргамеевские Кейвы, порогов и водопадов становится больше, скорость течения увеличивается до 0,6 м/с. Ширина реки выше устья основного притока — реки Усть-Пялки — 85 м, глубина — 1,8 м, скорость течения — 0,2 м/с.
По данным наблюдений с 1952 по 1966 год среднегодовой расход воды в 1 км от устья составляет 11,92 м³/с, при среднем минимальном значении 5,37 м³/с и среднем максимальном 17,41 м³/с. Максимальный расход 90,1 м³/с зафиксирован в мае 1955 года.
Впадает в горло Белого моря на Терском берегу, образуя небольшой залив. Населённых пунктов на реке нет, в устье — село Пялица.

## Данные водного реестра
По данным государственного водного реестра России и геоинформационной системы водохозяйственного районирования территории РФ, подготовленным Федеральным агентством водных ресурсов:
- Бассейновый округ — Баренцево-Беломорский
- Речной бассейн — бассейны рек Кольского полуострова и Карелии, впадающих в Белое море
- Водохозяйственный участок — реки бассейна Белого моря от западной границы бассейна реки Иоканги (мыс Святой Нос) до восточной границы бассейна реки Нивы, без реки Поной